# Sameh Zoabi
Ne doit pas être confondu avec Haneen Zoabi.
Pour les articles homonymes, voir Zoabi.
Sameh Zoabi (hébreu : סאמח זועבי, arabe : سامح زعبي), est un réalisateur de cinéma et scénariste arabe israélien né en 1975 dans le village d’Iqsal près de Nazareth et installé aux États-Unis.
En 1998, il obtient un double diplôme de l’université de Tel Aviv en cinéma et littérature anglaise et une bourse de trois ans, qu’il passe à l’université Columbia de New York. Be Quiet est son film de fin d’études, qui n’a pu sortir qu’en 2006.

## Filmographie
- 2006 : Be Quiet (court métrage)
- 2010 : Téléphone arabe
- 2013 : Under the Same Sun
- 2018 : Tel Aviv on Fire

## Prix et distinctions
- 2008 : Lauréat de la Fondation Gan pour le cinéma pour le long-métrage Téléphone arabe[1]